# Ľuba Hanzušová
Ľuba Hanzušová (* 17. Juni 1961, geborene Ľuba Saláková) ist eine slowakische Badmintonspielerin. 

## Karriere
Ľuba Hanzušová wurde 1993 erstmals nationale Meisterin in der Slowakei. Weitere Titelgewinne folgten 1994 und 1995. Bei den Cyprus International 1993 wurde sie Zweite im Mixed.